# Ruben Jenssen
Ruben Yttergård Jenssen (* 4. Mai 1988 in Tromsø) ist ein norwegischer Fußballspieler.

## Karriere

### Im Verein
Der Linksfüßer Jenssen spielte vor seinem Wechsel nach Tromsø für den in erster Linie wegen seiner Frauenfußballmannschaft bekannten IF Fløya und für Sogndal Fotball. Im April 2006 rückte der zentrale Mittelfeldspieler in die erste Mannschaft von Tromsø auf. Hier war er in den Folgejahren an der Seite von Spielern wie Helge Haugen, Sigurd Rushfeldt, Marcus Sahlman, George Mourad und Serigne Kara Stammspieler und erreichte mit der Mannschaft in der Saison 2011 als Tabellendritter hinter Meister Rosenborg Trondheim und Vålerenga Oslo die Europa League.
In der Sommerpause 2013 unterschrieb Jenssen einen Dreijahresvertrag beim deutschen Zweitligisten 1. FC Kaiserslautern. In seiner ersten Saison verpasste er mit dem FCK als Tabellenvierter den Aufstieg in die Bundesliga. Im DFB-Pokal-Viertelfinalspiel gegen den Bundesligisten Bayer 04 Leverkusen erzielte Jenssen in der 114. Minute den 1:0-Siegtreffer und schied im Halbfinale gegen den FC Bayern München aus. In der Saison 2014/15 belegte der 1. FC Kaiserslautern erneut den vierten Platz und eine Saison später platzierte sich der Verein auf dem zehnten Rang.
In der Sommerpause 2016 wechselte Jenssen in die niederländische Eredivisie zum FC Groningen. In seiner ersten Saison absolvierte er 33 Partien (zwei Tore) im regulären Punktspielbetrieb. Jensen spielte in zwei Play-off-Spielen um die Teilnahme an der UEFA Europa League, in denen der FC Groningen gegen AZ Alkmaar ausschied, außerdem zweimal im KNVB-Beker. In der Folgesaison spielte er in einer Partie im niederländischen Pokal und in zwölf Partien in der Eredivisie.
Am 4. Januar 2018 wurde Jenssen an seinen vorherigen Verein 1. FC Kaiserslautern verliehen. Für den Fall des Klassenerhalts in der 2. Bundesliga hätte der 1. FC Kaiserslautern per Option die Transferrechte an Jenssen erwerben können. In der Rückrunde der Saison 2017/18 absolvierte er 14 Einsätze und stieg mit den Pfälzern aus der 2. Bundesliga ab.
Im August 2018 kehrte er nach Norwegen zurück und schloss sich Brann Bergen an. Sein Vertrag lief bis zum Ende der Saison 2020. Im Anschluss nahm ihn sein erster Profiverein wieder unter Vertrag.

### In der Nationalmannschaft
Nachdem Jenssen von Juni bis November 2009 bereits sechs Spiele für die norwegische U-21-Auswahl bestritten hatte, absolvierte er am 29. Mai 2010 in einem Freundschaftsspiel gegen Montenegro sein A-Nationalmannschaftsdebüt, als er in der Startaufstellung stand und in der 57. Minute gegen Per Ciljan Skjelbred ausgetauscht wurde. Sein bisher letztes Spiel für die Nationalmannschaft absolvierte er am 4. September 2016 bei der 0:3-Niederlage in Oslo im WM-Qualifikationsspiel gegen Deutschland.

## Persönliches
Sein Bruder Ulrik ist ebenfalls Fußballspieler.